# Ernst Frank (Schriftsteller)
Ernst Frank (* 22. August 1900 in Karlsbad, Österreich-Ungarn; † 20. September 1982 in Offenbach am Main) war ein sudetendeutscher Schriftsteller und Nationalsozialist.

## Leben
Er war der Sohn des Volksschullehrers Heinrich Frank und dessen Ehefrau Paulina Anna geb. Eberhart. Karl Hermann Frank war sein älterer Bruder.
Frank war SdP-Kreisleiter und NSDAP-Funktionär sowie Chefredakteur der Karlsbader Tageszeitung. Am 12. Januar 1939 hatte er die Aufnahme in die NSDAP beantragt und war rückwirkend zum 1. November 1938 aufgenommen worden (Mitgliedsnummer 6.470.111).
Nach eigenen Angaben war er ab 1934 Mitinhaber des Verlags von Adam Kraft. Zu Franks Werken zählen der Roman Kameraden, wir marschieren! (1936), Sudetenland – Deutsches Land, erzählte Geschichte des sudetendeutschen Befreiungskampfes und die ebenfalls 1941 erschienene Novelle Leidenschaftliches Egerland. Er verfasste Biographien, unter anderem über Goethe, Friedrich Ludwig Jahn, seinen Freund Erwin Guido Kolbenheyer und seinen älteren Bruder Karl Hermann, der deutscher Staatsminister für das Reichsprotektorat Böhmen und Mähren war und 1946 als Kriegsverbrecher hingerichtet wurde.
Franks Familie wurde 1945 vertrieben, dabei starb seinen Angaben zufolge seine zweijährige Tochter. Frank selbst wurde interniert.
In der Sowjetischen Besatzungszone wurden seine Schriften Die Entwicklung der österreichisch-ungarischen Wehrmacht in den ersten zwei Kriegsjahren (1933), Hei, wie die Helden fielen im Streit (1936), Kameraden wir marschieren! Grenzlanddeutscher Erziehungsabschnitt (1941), Sudetenland, deutsches Land. Erzählte Geschichte des sudetendeutschen Freiheitskampfes (1943) und Not hämmert Menschen (1943) auf die Liste der auszusondernden Literatur gesetzt.
1952 gründete Frank den Heimreiter-Verlag, dessen Verlagsprogramm von Franks Vergangenheit als NS-Funktionär geprägt war. Im Verlagsnamen wird eine „kaum verhüllte Anspielung auf den ‚Ostlandreiter‘-Begriff“ gesehen. Der Verlag stand der Sudetendeutschen Landsmannschaft und dem Witikobund nahe. Herausgegeben wurde unter anderem die Schriftenreihe Sudetendeutsches Turnertum, Schriften des Witikobundes sowie Erzählungen und Romane des Schriftstellers Erwin Guido Kolbenheyer.
Frank, der auch Romane und Erzählungen im eigenen Verlag veröffentlichte, war Mitglied des Witikobundes, Vorstandsmitglied der Gesellschaft der Freunde des Werkes von E. G. Kolbenheyer und im „Dichterkreis“ des Deutschen Kulturwerks Europäischen Geistes. 1978 wurde er mit dem Dichtersteinschild des 1999 wegen NS-Wiederbetätigung verbotenen Vereins Dichterstein Offenhausen ausgezeichnet.
1970 fusionierte Franks Verlag mit dem in Frankfurt ansässigen Orion-Verlag zum Heimreiter-Orion-Verlag. Laut Frank kam die Zusammenlegung beider Verlage über das Deutsche Kulturwerk Europäischen Geistes zustande. Ein zuvor angestrebtes Zusammengehen mit dem Türmer-Verlag von Herbert Böhme sei gescheitert.
Nach Franks Tod wurde der Verlag Ende 1983 vom rechtsextremen Publizisten Dietmar Munier in Kiel neugegründet, wobei Munier einige Titelrechte übernahm.